# Hemidactylus lavadeserticus
Hemidactylus lavadeserticus es una especie de gecos de la familia Gekkonidae.

## Distribución geográfica
Es endémica del desierto basáltico del sur de Siria.